# Francesco Conteduca
Francesco Conteduca (Barletta, 13 ottobre 1844 – Roma, 2 giugno 1930) è stato un marinaio italiano, insignito di Medaglia d'oro al valor militare per i fatti del 19 luglio 1866 che lo videro protagonista durante la battaglia di Lissa.

## Biografia
Nato da Vincenzo Conteduca e Concetta Damato, trascorse la sua gioventù a Barletta, fino a quando, per adempiere agli obblighi di leva, nel 1865 fu arruolato nella Regia Marina e imbarcato sulla pirocorvetta corazzata Formidabile come Marinaro Cannoniere di 2ª classe, sotto il comando di Simone Pacoret de Saint-Bon.
Dal 18 al 20 luglio 1866 partecipò alla battaglia di Lissa. Il 19 luglio 1866 durante il bombardamento del Forte di San Giorgio nell'Isola di Lissa, in qualità di Cannoniere, fu colpito da una granata austroungarica alla mano sinistra, e nonostante la gravità della ferita, rifiutava di essere soccorso per continuare a servire al pezzo di batteria. Il suo gesto servì per incitare i suoi compagni a resistere, riuscendo a distruggere alcuni centri di fuoco austroungarici nel porto, prima di ritirarsi alcune ore dopo da quelle acque. Il giorno seguente, stremato dal dolore, veniva accompagnato dal Comandante in 2ª Federico Bertone di Sambuy nell'infermeria di bordo, dove gli fu amputata la mano.
Trascorse il resto della sua vita a Roma, dove morì a 85 anni.

## Omaggi
A Conteduca è stata intitolata la piazza antistante la stazione di Barletta. A Lido di Ostia si trova una seconda piazza a lui dedicata.
Un busto di Conteduca è stato collocato in piazza 13 febbraio 1503 a Barletta.